# USS Ramage (DDG-61)
USS Ramage (DDG-61)  — есмінець типу «Арлі Берк». Побудований на верфі Ingalls Shipbuilding, приписаний до морської станції Норфолк, штат Вірджинія.
Есмінець «Ремедж» названий на честь віце-адмірала Ловсона П. Ремеджа, відомого командира підводних сил у період Другої світової війни.

## Бойова служба
3 лютого 2014 разом з USS «Маунт Вітні» прибув у Чорне море «у рамках стандартного військового планування для забезпечення безпеки при проведенні Олімпійських ігор у Сочі».

## посилання
Вікісховище має мультимедійні дані за темою: USS Ramage (DDG-61)
- Офіційний сайт корабля [Архівовано 27 серпня 2013 у Wayback Machine.]